# Rete tranviaria di Modena
La rete tranviaria di Modena caratterizzò la mobilità urbana di tale città emiliana fra il 1881 e il 1950.
Costituita inizialmente come tranvia a cavalli e successivamente elettrificata e trasformata a scartamento ridotto, la rete sopravvisse alle due guerre mondiali fino ad essere soppiantata, nel 1950, da una filovia.

## Storia
In seguito all'inaugurazione della Scuola Militare di Fanteria e Cavalleria, avvenuta il primo gennaio 1863, Modena aumentò il proprio ruolo di centro attrattore di traffici, suggerendo l'adozione di moderni sistemi di trasporto pubblico.

### La rete a cavalli

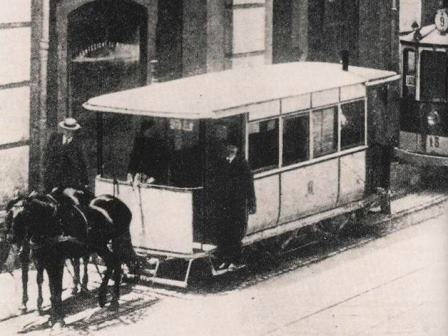
Modena, tram a cavalli

Un primo progetto di tranvia a cavalli, a scartamento ordinario, venne presentato nel 1881 ad opera degli ingegneri Galli, Manzini e Baseveri, consentendo alla Società dei Tramways di Modena di inaugurare nello stesso anno la linea fra la stazione ferroviaria e Porta Sant'Agostino.
Nel 1883 la costruzione del tratto urbano delle Ferrovie Provinciali, che avevano la propria stazione presso quello che in seguito divenne viale Reiter, comportò la realizzazione di un nuovo asse viario, favorendo l'estensione del tram fino a largo Garibaldi e in seguito a San Lazzaro. La massima estensione della prima rete fu raggiunta nel 1885, con l'inaugurazione del tronco per San Francesco.

### Le tranvie elettriche
Nell'ambito del piano regolatore discusso all'inizio del XX secolo, che portò fra l'altro all'abbattimento della cinta muraria, nel 1909 il Comune rilevò la rete tranviaria e municipalizzò la rete elettrica la cui gestione passò alle Aziende Elettriche Municipalizzate (AEM). A quest'ultima venne affidato il compito di esercire e potenziare gli impianti tranviari, di cui era prevista l'estensione a servizio dei quartieri di nuova realizzazione.
L'esercizio a trazione elettrica venne inaugurato il 22 aprile 1912 su un percorso circolare che seguiva quello del preesistente impianto dalla stazione fino a Porta Sant'Agostino, per poi seguire viale Barozzi (allora viale Leoni), via Giardini, porta San Francesco, corso Canalchiaro tornando dunque sulla via Emilia. Il deposito di via Sigonio era raggiungibile tramite la diramazione di servizio verso via Giannone. Ad esso si aggiunse, il 1º maggio dello stesso anno, una linea diametrale che seguiva l'asse della via Emilia, fra la Madonnina e San Lazzaro.

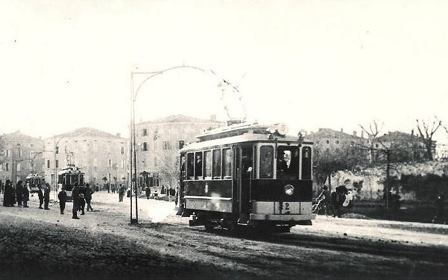
Inaugurazione del servizio elettrico

Nel mese di settembre le ultime tratte ancora esercite a cavalli vennero definitivamente dismesse e, il mese successivo, la rete si arricchì di due ulteriori tracciati circolari sulle direttrici Ferrovia-via Paolo Ferrari-via Menotti-via Emilia-viale Storchi-viale Montecuccoli e centro-viale Trento Trieste-Archirola-Carlo Sigonio-via Emilia-corso Canalchiaro. Un importante snodo era costituito da piazza Libertà (poi piazza Mazzini), ov'erano presenti due binari per la manovra e la sosta delle vetture.
A solo un anno di distanza si attuarono alcune modifiche e semplificazioni, consistenti nella soppressione delle tratte lungo le vie Montecuccoli e Leoni (poi via Jacopo Barozzi), con contestuale prolungamento su via Giardini fino a Saliceta San Giuliano, a servizio dell'impianto militare là presente.
Nel 1916, nel corso della prima guerra mondiale, il cimitero di San Cataldo venne ampliato e collegato anch'esso alla rete tranviaria, il servizio sulla quale fu riformato costituendo due linee diametrali, due radiali e una circolare. Ulteriori prolungamenti si ebbero nel 1920 verso Baggiovara, fino alla località Due Mulini e nel 1922 fino a San Damaso.

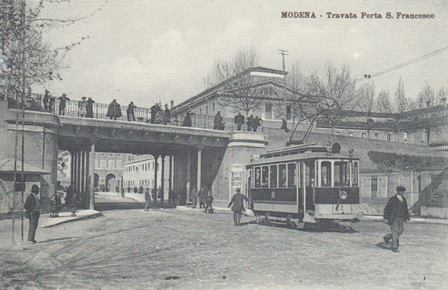
Porta San Francesco

Nel 1925 fu la volta del binario lungo via Buon Pastore (allora Gino Tabaroni), direttrice in corso di urbanizzazione, che diede vita a un'ulteriore linea verso la stazione ferroviaria. Con tale espansione la rete raggiunse l'estensione di 27,086 km.
A partire dalla fine degli anni venti furono avviate nuove trasformazioni urbane, con asfaltatura delle prime strade e il completo rinnovamento delle Ferrovie provinciali; contestualmente in alcune strade, come corso Vittorio Emanuele, largo porta Bologna, largo Garibaldi e il viale Crispi, di accesso alla stazione FS, i binari furono posati su una sede propria costituita da lunghe aiuole. Tale cambiamento culminò nel 1932 con l'inaugurazione della nuova stazione ferroviaria di piazza Manzoni, raggiunta da un apposito binario tranviario lungo viale delle Medaglie d'Oro (allora viale Umberto I), impegnato dalle corse di una linea "interstazionale". In conseguenza dell'attivazione della nuova tratta ferroviaria urbana, questa prese a intersecare la rete tranviaria con due passaggi a raso posti rispettivamente sulla strada Vignolese e sulla via Emilia Est.

### Declino
Risale al 1936 la decisione dell'AEM di disinvestire nel servizio tranviario iniziandone il ridimensionamento; a partire dal 25 febbraio di tale anno furono soppresse le tratte periferiche dei collegamenti per Due Mulini, San Damaso, Madonnina e San Lazzaro, rendendo sovrabbondante il parco tranviario, una parte del quale venne ceduto. La costruzione del cavalcaferrovia della Sacca comportò inoltre la soppressione del passaggio a livello di via Paolo Ferrari, limitando ulteriormente il percorso della linea proveniente da via Ciro Menotti.
La seconda guerra mondiale comportò dapprima limitazioni al servizio e in seguito numerose interruzioni in conseguenza dei bombardamenti, fino alla totale chiusura avvenuta nel 1944. Cessate le ostilità i tronchi per San Faustino e Sant'Agnese vennero formalmente soppressi; attivata la circolazione per corso Canalchiaro in luogo di via Saragozza, il servizio tranviario venne dunque ripreso su due linee:
- Linea 1 - Buon Pastore-Paolo Ferrari
- Linea 2 - circolare interstazionale

Tale servizio, ancora gestito dalla società comunale che nel 1942 era stata nel frattempo fusa con l'Azienda Comunale del Gas in una nuova realtà denominata Aziende Municipalizzate del Comune di Modena (AMCM), risentiva tuttavia delle gravi limitazioni dovute al mancato rinnovo degli impianti e alla riduzione della rete, risultando sempre meno confacente alle necessità. In luogo di effettuare investimenti necessari in tal senso il Comune di Modena approvò, nel 1949, una riforma della rete di trasporti basata sulla soppressione delle tranvie e la costruzione di una rete filoviaria.
Iniziati i lavori di costruzione delle filovie, la rete tranviaria venne dunque velocemente ridimensionata fino al termine delle corse, avvenuto il 21 ottobre 1950.

## Caratteristiche
A differenza della primitiva rete a cavalli, a scartamento ordinario, quella a trazione elettrica inaugurata nel 1912 venne costruita a scartamento metrico, per un'estensione iniziale di 12 km.
La rete risultava prevalentemente a binario unico con l'eccezione della parte centrale della via Emilia, largo Garibaldi e una parte di corso Canalchiaro; con l'eccezione di quello di fronte alla stazione delle "Provinciali" tutti i capolinea erano provvisti di anello di ritorno. Il deposito-officina AEM trovava posto presso la sede dell'azienda, in via Carlo Sigonio, ov'era altresì presente una sottostazione elettrica da 200 kW.

## Materiale rotabile

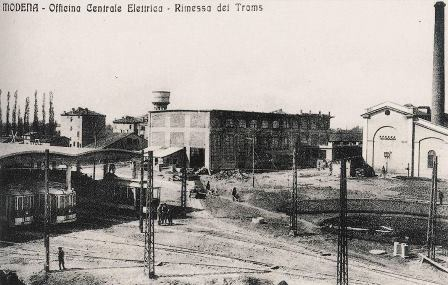
Il deposito tranviario

Per l'esercizio a cavalli la Società dei Tramways di Modena si dotò di un parco di undici vetture fornite dalle Officine meccaniche Grondona di Milano.
L'AEM, da parte sua, acquisì quindici elettromotrici Siemens a due assi da 72 kW e otto rimorchiate, che offrivano rispettivamente 29 e 38 posti a sedere; tale materiale entrò in servizio nel 1912. Nel 1921 si aggiunsero quattro elettromotrici a carrelli e altrettante rimorchiate costruite l'anno prima dalle Officine Meccaniche Italiane, anticipando con questa soluzione quanto in seguito adottato presso reti di città ben più grandi. Due della suddette rimorchiate furono convertite in elettromotrici nel 1925.
Il ridimensionamento della rete avvenuto nel 1932 portò alla vendita di due elettromotrici a carrelli e di due delle relative rimorchiate all'industriale Adolfo Orsi, che trasferì tali vetture alla propria controllata SATS la quale gestiva la rete tranviaria di Messina, le restanti elettromotrici entrarono in servizio sulla rete tranviaria di Bergamo.

### Prospetto di sintesi
| Unità | Anno | Costruttore | Potenza | Posti a sedere | Tipologia                 |
| ----- | ---- | ----------- | ------- | -------------- | ------------------------- |
| 1÷15  | 1912 | Siemens     | 72 kW   | 29             | Elettromotrice a due assi |
| 16÷19 | 1920 | OMI         | 144 kW  | 58             | Elettromotrice a carrelli |
| 31÷38 | 1912 | Siemens     | -       | 38             | Rimorchiata a due assi    |
| 41÷44 | 1920 | OMI         | -       | 56             | Rimorchiata a carrelli    |

## Galleria d'immagini

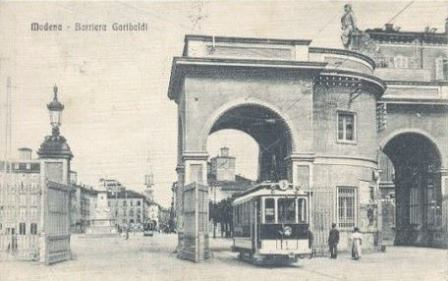
Tram presso barriera Garibaldi
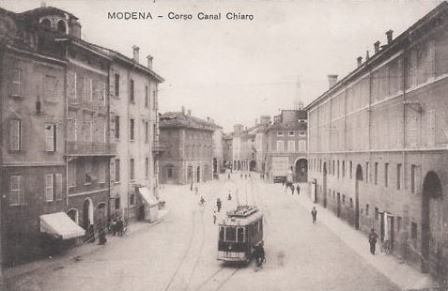
Tram in transito in corso Canal Chiaro
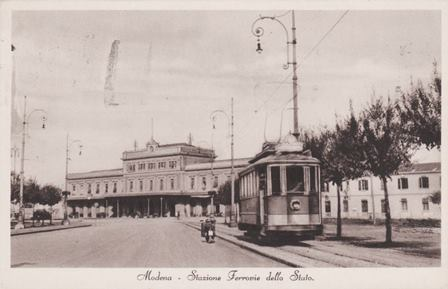
Tram nei pressi della stazione FS
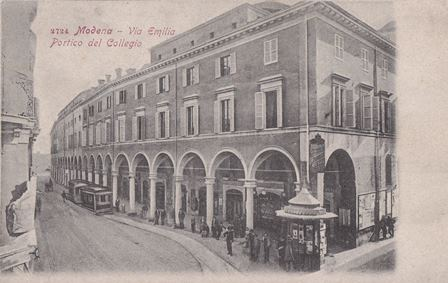
Tram in transito in via Emilia
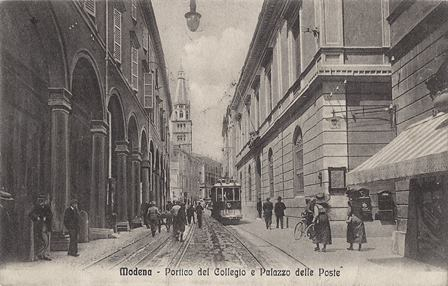
Tram presso il portico del Collegio e il palazzo delle Poste